# André do Prado
André Luis do Prado, mais conhecido como André do Prado (Guararema, 7 de junho de 1969), é um analista de sistemas e político brasileiro, filiado ao Partido Liberal (PL). Foi vereador, vice-prefeito e prefeito de Guararema. Em 2010, foi eleito deputado estadual por São Paulo e reeleito em 2014, 2018 e 2022. Atualmente é presidente da Assembleia Legislativa de São Paulo.

## Biografia
André do Prado ingressou na política em 1992, convidado pelo amigo Sebastião Alvino de Souza, ex-prefeito de Guararema, para disputar uma vaga de vereador. Foi eleito com 241 votos para a legislatura 1993-1996 e reeleito com 269 votos para a legislatura seguinte (1997-2000), esta última sendo o presidente da Câmara de Vereadores.
Em 2000, aceitou o convite para ser candidato a vice-prefeito de Guararema, na chapa da prefeita Conceição Alvino de Souza, tendo obtido 7.019 votos. Nesse mandato, além de ser um vice-prefeito atuante e participativo, André do Prado assumiu a Secretaria Municipal da Saúde e realizou um trabalho de reestruturação na pasta.
Em 2004, foi eleito prefeito de Guararema pelo então PL, seu único partido em toda carreira política (depois passou a se chamar PR e atualmente PL, novamente), com 7.536 votos, cujo mandato obteve 90% de aceitação popular.
Em 2009, o então Partido da República convidou André do Prado para ocupar a presidência estadual do conselho político, com a missão de reestruturar as bases partidárias no Estado e articular candidatura a deputado estadual. Elegeu-se em 2010 como único representante da legenda na Assembleia Legislativa do Estado de São Paulo, cargo que exerce até hoje, sendo reeleito em 2014, 2018 e 2022. 
Na Assembleia Legislativa, foi membro das Comissões de Educação e Cultura, Administração Pública e Relações do Trabalho no biênio (2011-2012), integra a Comissão de Infraestrutura Urbana. É presidente da Frente Parlamentar em Apoio aos Municípios do Alto Tietê.
Integra também as Frentes Parlamentares de Interesse Turístico, das Santas Casas e dos Hospitais Filantrópicos, do Empreendedorismo, da Defesa da Qualificação Profissional, da Atividade Pesqueira e da Aquicultura, da Defesa da Malha Ferroviária Paulista, da Igualdade Racial e de Apoio às Comunidades Tradicionais, entre outras.